# Ahmet Ceyhan
Ahmet Ceyhan, von einigen Quellen fälschlicherweise auch als Ahmet Ceylan bezeichnet, (* 26. Januar 1951 in Istanbul) ist ein ehemaliger türkischer Fußballspieler und -trainer. Er war ein wichtiges und beständiges Mitglied jener Mannschaft von Trabzonspor, die als erstes anatolisches Team die türkische Meisterschaft gewinnen konnte, und gehörte sieben Spielzeiten der großen Mannschaft dieses Vereins an, die unter dem Spitznamen Karadeniz Fırtınası ab 1975 ein Jahrzehnt lang den türkischen Fußball dominierte. Während dieser Zeit war er an fünf von der insgesamt sechs türkischen Meisterschaften Trabzonspors beteiligt. Auch bei Galatasaray Istanbul, für das er fünf Jahre spielte, schrieb er sich in die Vereinsannalen ein. Er war Teil der Mannschaft, die nach vierzehnjährigem Warten in der Saison 1986/87 wieder die türkische Meisterschaft gewinnen konnte. Bekannt ist er heute noch unter seinem Spitznamen Çaycı Ahmet (dt. Ahmet, der Teewirt bzw. Ahmet, der Teestubenbetreiber), den er fälschlicherweise wegen einer Zeitungsente erhielt.

## Familie und Kindheit
Über Ceyhans Geburtsort gibt es abweichende Angaben. Einige Quellen geben den Ort Nargize der Provinz Elazığ als Geburtsort an, während andere Istanbul als Geburtsort angeben. Einstimmig wird angegeben, dass er in Istanbul aufwachsen ist. Hier besuchte er die Tarık-Us-Grundschule (türkisch Tarık Us İlkokulu) und anschließend die Gelenbevi-Oberschule (türkisch Gelenbevi Ortaokulu). Letztere musste er aus nicht näher bekannten Gründen bereits nach dem zweiten Jahr verlassen.

## Spielerkarriere

### Verein
1966 begann Ceyhan beim Istanbuler Amateurverein Dikilitaş SK mit dem Vereinsfußball und spielte anschließend für die Stadtrivalen Haliç SK und Üsküdar Anadolu SK. Mit letzterem spielte er in der 3. Futbol Ligi, der dritthöchsten Spielklasse.
Im Sommer 1973 wechselte er zum nordtürkischen Erstligisten Giresunspor. Bei diesem Verein etablierte er sich schnell als Stammspieler und galt schnell als einer der Youngster der Liga.
Nach zwei Jahren für Giresunspor wechselte er im Sommer 1975 zum Ligarivalen Trabzonspor. In seiner ersten Saison bei diesem Verein, der Saison 1975/76, erreichte er mit seinem Team völlig überraschend die türkische Meisterschaft. Bis zu dieser Saison entschieden die drei großen Istanbuler Vereine Beşiktaş, Fenerbahçe und Galatasaray die türkische Meisterschaft unter sich. Zwar verfehlte mit Eskişehirspor bereits ein anderer anatolischer Verein dreimal knapp die Meisterschaft, jedoch blieb der Bann bestehen. Erst mit Trabzonspors Meisterschaft wurde er gelöst. Neben der Meisterschaft erreichte man auch das Finale des Türkischen Fußballpokals und verlor hier knapp gegen Galatasaray Istanbul. Ceyhan kam in dieser ersten Saison zu 17 Ligaeinsätzen. Nach dieser Meisterschaft dominierte man auch die nächste Saison die Liga und sammelte neben der Meisterschaft auch mit dem Gewinn des Türkischen Fußballpokals und des Türkischen Supercups alle übrigen Pokale im damaligen türkischen Fußball. Dadurch gehörte Ceyhan auch zu jener Mannschaft die den ersten türkischen Double-Sieg der Vereinsgeschichte holte. Auch auf der europäischen Fußballbühne fiel man auf. Im Europapokal der Landesmeister traf man in der 2. Runde auf den amtierenden englischen Meister und späteren Champions-League-Sieger FC Liverpool. Liverpool wurde damals als eines der besten Teams im europäischen Fußball gehandelt und war für diese Begegnungen der haushohe Favorit. Das erste Spiel in Trabzon gewann Trabzonspor überraschend 1:0. Das Rückspiel ging mit 3:0 verloren. Erst in der Spielzeit 1977/78 vergab man mit einem Punkt Unterschied die Meisterschaft an Fenerbahçe, konnte aber die zwei übrigen Pokale holen. Ceyhan steigerte in dieser Spielzeit seine Leistungen und stieg zum türkischen Nationalspieler auf.
Trabzonspor geriet zu dieser Zeit in große finanzielle Schwierigkeiten und sah die Lösung darin, einige Stars zu verkaufen. Außerdem wollte man in der Mannschaft eine Revision schaffen. So verließen Stars wie Ali Kemal Denizci und Kadir Özcan den Verein. Auch Ceyhan, der in Istanbul aufgewachsen war und da seine Familie hatte, äußerte im Sommer 1978 den Wunsch zum Traditionsklub Galatasaray Istanbul wechseln zu wollen. Trabzonspor verwies hingegen auf den laufenden Vertrag mit Ceyhan und verweigerte den Wechsel. Ceyhan blieb bei Trabzonspor und gewann am Ende der Saison 1978/79 wieder die türkische Meisterschaft und den Präsidenten-Pokal, eine frühere Version des späteren türkischen Supercups. In der nächsten Saison, der Saison 1979/80, gelang ihm mit seinem Verein die Titelverteidigung in der türkischen Meisterschaft und im Präsidenten-Pokal. Ceyhan verlor in dieser Spielzeit seinen Stammplatz und absolvierte in dieser Spielzeit 14 Pflichtspiele. Auch in der nachfolgenden Spielzeit gelang Ceyhans Team die Titelverteidigung in der türkischen Meisterschaft. Dadurch gelang Trabzonspor nach Galatasaray Istanbul als zweiten Verein das Kunststück dreimal in Folge die türkische Meisterschaft zu gewinnen. In dieser Saison 1980/81 fand Ceyhan wieder in die Stammformation zurück und absolvierte 26 Pflichtspiele. Nach diesen erfolgreichen drei Saisons verlor Ceyhan wieder seinen Stammplatz und absolvierte im gesamten Saisonverlauf zehn Pflichtspiele. Da sein Verein auch titellos geblieben war, wurde erneut eine Kaderrevision beschlossen.
Ceyhan wurde zwar auch nach dieser erneuten Kaderrevision nicht auf die Verkaufsliste gesetzt und startete in die Saison 1982/83 Trabzonspor, wechselte aber Ende November 1982 schließlich zu Galatasaray Istanbul. Bei seinem neuen Arbeitgeber etablierte er sich sofort als Stammspieler. Ausschlaggebend an diesem Wechsel war auch der Umstand, dass Galatasaray seit Sommer 1981 Özkan Sümer trainiert wurde, von jenem Trainer mit dem Trabzonspor seiner letzten Meisterschaften holen konnte und der bereits vorher auf Ceyhan setzte. Bis zum Saisonende absolvierte er nahezu alle Pflichtspiele seiner Mannschaft und bildete Fatih Terim und Raşit Çetiner, mit denen er fast bis zu seinem Karriereende zusammen spielen sollte, die Abwehrreihe von Galatasaray. Zum Zeitpunkt seines Wechsels hatte Galatasaray den Anschluss an die anderen Spitzenteams verloren und hatte eher die Rolle eines Mitläufers. Nach der letzten Meisterschaft in der Spielzeit 1972/73 versuchte man vergeblich an diese Erfolge anzuknüpfen. Seine Mannschaft spielte in der Saison 1982/83 lange Zeit um die Meisterschaft mit, verlor aber gegen Saisonende den Anschluss und beendete die Saison auf dem dritten Tabellenplatz.
Für die Saison 1983/84 wurde mit Tomislav Ivić ein neuer Trainer eingestellt. Dieser äußerte den Wunsch Demiriz in seiner Mannschaft sehen zu wollen. Auch unter diesem Trainer kam Ceyhan regelmäßig zum Einsatz, verfehlte aber mit seiner Mannschaft erneut die Meisterschaft und beendete die Saison wieder als Tabellendritter. Zur anstehenden Saison, der Saison 1984/85 gelang es der Vereinsführung überraschend den zurückgetretenen Bundestrainer Jupp Derwall zu verpflichten. Mit diesem Trainer wurde auch zahlreiche Neuverpflichtungen beschlossen. So wurden u. a. für die beiden Außenverteidigerpositionen die zwei jungen und verheißungsvollen Spieler İsmail Demiriz (rechter Außenverteidiger) und Semih Yuvakuran (linker Außenverteidiger) verpflichtet. Trotz dieser neuen Konkurrenz und der Tatsache, dass Ceyhan mit 33 Jahren der älteste Spieler seiner Mannschaft war, kam er zu 23 Ligaeinsätzen. Sein Klub blieb in der Liga mit dem erreichten 5. Tabellenplatz erneut hinter den Erwartungen, holte aber den Türkischen Fußballpokal. In seiner zweiten Spielzeit unter Derwall, Spielzeit 1985/86, steigerte Ceyhan seine Einsatzzahl auf 28. Sein Team lieferte sich in dieser Spielzeit mit dem Erzrivalen Beşiktaş Istanbul bis zum letzten Spieltag ein enges Kopf-an-Kopf-Rennen um die türkische Meisterschaft und verlor die Meisterschaft wegen der schlechteren Tordifferenz an Beşiktaş. Die nächste Spielzeit gelang dann der lang ersehnte Erfolg und so war Ceyhan Teil jener Galatasaray-Mannschaft die nach 14 Jahren wieder das erste Mal die Meisterschaft holen konnte. Nach diesem Erfolg beendete Ceyhan seine Karriere.

### Nationalmannschaft
Ceyhan wurde im September 1978 vom Nationaltrainer Sabri Kiraz im Rahmen eines Freundschaftsspiels gegen die italienische Nationalmannschaft zum ersten Mal für das Aufgebot der türkischen Nationalmannschaft nominiert und gab in dieser Begegnung sein A-Länderspieldebüt. Anschließend fand er keine Berücksichtigung mehr.
Im November 1978 absolvierte er im Rahmen eines Qualifikationsspiels der Europameisterschaft 1980 seinen zweiten und letzten Einsatz für die türkische A-Nationalmannschaft.

## Trainerkarriere
Ceyhan begann 1994 zum ersten Mal als Trainer zu arbeiten und assistierte beim Istanbuler Zweitligisten İstanbulspor dem Cheftrainer Kadri Aytaç. Anschließend arbeitete er bei den Klubs Trabzon Yalıspor und Maltepespor eigens als Cheftrainer.
Im Juli 1996 begann er bei Galatasaray Istanbul als Co-Trainer zu arbeiten und unterstützte den neuen Cheftrainer Fati Terim, mit dem er einige Jahre zusammen als Spieler für Galatasaray tätig gewesen war. Bereits Ende August 1996 wechselte er bei diesem Verein in die Nachwuchsabteilung und arbeitete hier drei Jahre lang als Jugendtrainer.
Im August 1999 nahm er das Angebot des Istanbuler Zweitligisten Bakırköyspor an und arbeitete zum ersten Mal als Cheftrainer. Bereits im November 1999 verließ er diesen Klub wieder.
Nachdem im Sommer 2002 Fatih Terim das zweite Mal das Amt des Cheftrainers von Galatasaray übernommen hatte, wurde Ceyhan als einer von seinem Co-Trainern eingestellt. In dieser Tätigkeit blieb er bis März 2004 im Amt.
Ab Februar 2000 bis Mai 2000 arbeitete er bei Göztepe Izmir als Co-Trainer von Celal Kıbrızlı und von Juni 2000 bis April 2001 bei Samsunspor als Assistent von Bülent Ünder.
Nachdem er von August 2010 bis Februar 2011 bei Adana Demirspor als Co-Trainer von Soner Tolungüç gearbeitet hatte, übernahm er im Sommer 2011 Ünyespor. Bereits nach einem Monat verließ er Ende September 2011 diesen Verein wieder.
Nachdem Fatih Terim im August 2013 zum türkischen Nationaltrainer ernannt worden war, begann auch Ceyhan für den türkischen Fußballverband zu arbeiten. So betreute er u. a. Ende 2013 die Türkische U-20-Nationalmannschaft.
Im Dezember 2014 übernahm er die türkische U-16-Nationalmannschaft. Anfang 2015 nahm er mit dieser am Ägäis-Pokal teil und beendete dieses Turnier als Sieger.

## Trivia
- Enttäuscht im Sommer 1978 keine Freigabe für einen Wechsel von Trabzonspor zu Galatasaray erhalten zu haben, fehlte Ceyhan bewusst die Saisoneröffnung von Trabzonspor und setzte stattdessen seinen Urlaub im Urlaubsort Uludağ. Hier wurde er von einem Sportjournalisten gefragt, weshalb er nicht an der Saisoneröffnung Trabzonspors teilnahm. Daraufhin teilt Ceyhan dem Journalisten seinen Wunsch mit für Galatasaray spielen zu wollen. Der Journalist schoss daraufhin einige Fotos und verabschiedete sich von Ceyhan mit der Bemerkung die fehlenden Stellen des Interviews selbst auszufüllen. Am nächsten Tag zitierte die Tageszeitung, für die der Journalist tätig gewesen war, Ceyhan mit „Ich würde eher eine Teestube betreiben, statt weiterhin für Trabzonspor zu spielen“.[2][3] Nachdem Ceyhan schließlich 1982 zu Galatasaray gewechselt war, wurde er von den Fans als Çaycı Ahmet (dt. Ahmet, der Teewirt bzw. Ahmet, der Teestubenbetreiber) begrüßt. Diesen Spitznamen behielt er den Rest seiner Spieler- und Trainerkarriere.

## Erfolge

### Als Spieler
Trabzonspor
- Türkischer Meister: 1975/76, 1976/77, 1978/79, 1979/80, 1980/81
- Türkischer Pokalsieger: 1976/77, 1977/78
- Türkischer Pokalfinalist: 1975/76
- Präsidenten-Pokalsieger: 1975/76, 1976/77, 1978/79, 1979/80
- Premierminister-Pokalsieger: 1977/78

Galatasaray Istanbul
- Türkischer Meister: 1986/87
- Türkischer Pokalsieger: 1982/83
- Marinepokalsieger: 1982/83
- TSYD-Istanbul-Pokalsieger: 1982/83, 1986/87

### Als Trainer
Türkische U-16-Nationalmannschaft
- Ägäis-Pokal-Sieger: 2015